# Teal Inlet
Die Ansiedlung  Teal Inlet (spanisch Caleta Trullo) liegt im Süden der Bucht Salvador Water auf Ostfalkland. Während des Falklandkrieges  im Jahr 1982 war Teal Inlet ein Landungspunkt für die britischen Einheiten im Rahmen der Operation zur Einnahme von Goose Green. Im weiteren Verlauf des Krieges diente die Siedlung als Hafen und sicherer Ort für das 11th Mine Countermeasures Squadron um vor argentinischen Luftangriffen während der Rückeroberung von Port Stanley geschützt zu sein.

## Nachweise
1. ↑  http://www.un.org/Depts/los/LEGISLATIONANDTREATIES/PDFFILES/MAPS/arg_mzn10_1996_00034.jpg
2. ↑  http://www.naval-history.net/F49-3_Commando_Brigade_from_San_Carlos.htm